# Golden Gala Pietro Mennea 2022
Il Golden Gala Pietro Mennea 2022 è stata la 42ª edizione del Golden Gala Pietro Mennea, meeting internazionale di atletica leggera, che si svolge presso lo Stadio Olimpico di Roma.
Il meeting si è svolto giovedì 9 giugno ed è stata la quinta tappa della Diamond League 2022.

## Programma
| # | Orario | Specialità       |
| - | ------ | ---------------- |
| 1 | 18:30  | Lancio del disco |
| 2 | 19:15  | Getto del peso   |
| 3 | 19:30  | Marcia 3000 m    |
| 4 | 19:55  | Salto in alto    |
| 5 | 20:13  | 400 metri        |
| 6 | 20:33  | 200 metri        |
| 7 | 20:51  | 3000 metri siepi |
| 8 | 21:15  | 5000 metri       |
| 9 | 21:52  | 100 metri        |

| # | Orario | Specialità         |
| - | ------ | ------------------ |
| 1 | 19:35  | Salto con l'asta   |
| 2 | 20:03  | 400 metri ostacoli |
| 3 | 20:21  | 1500 metri         |
| 4 | 20:38  | Salto in lungo     |
| 3 | 20:42  | 800 metri          |
| 6 | 21:08  | 200 metri          |
| 7 | 21:37  | 100 metri ostacoli |

     Specialità valide per la Diamond League

## Risultati[1]
Prestazione che stabilisce il nuovo record del meeting.

### Uomini
| Specialità       |                          | Prestazione | 2º classificato       | Prestazione | 3º classificato    | Prestazione |
| 100 m            | Fred Kerley              | 9"92        | Kyree King            | 10"14       | Cravont Charleston | 10"17       |
| 200 m            | Kenneth Bednarek         | 20"01       | Luxolo Adams          | 20"33       | Filippo Tortu      | 20"40       |
| 400 m            | Kirani James             | 44"54       | Vernon Norwood        | 44"81       | Michael Cherry     | 45"24       |
| 5000 m           | Nicholas Kipkorir Kimeli | 12'46"33    | Jacob Krop            | 12'46"79    | Yomif Kejelcha     | 12'52"10    |
| 3000 m siepi     | Lamecha Girma            | 7'59"23     | Abraham Kibiwot       | 8'06"73     | Getnet Wale        | 8'06"74     |
| Marcia 3000 m    | Francesco Fortunato      | 10'57"77    | Gianluca Picchiottino | 10'59"91    | Massimo Stano      | 11'06"15    |
| Salto in alto    | JuVaughn Harrison        | 2,27 m      | Norbert Kobielski     | 2,27 m      | Gianmarco Tamberi  | 2,24 m      |
| Getto del peso   | Joe Kovacs               | 21,85 m     | Filip Mihaljević      | 21,18 m     | Konrad Bukowiecki  | 21,18 m     |
| Lancio del disco | Kristjan Čeh             | 70,72 m     | Lukas Weißhaidinger   | 68,30 m     | Daniel Ståhl       | 65,87 m     |

### Donne
| Specialità       |                       | Prestazione | 2º classificato       | Prestazione | 3º classificato  | Prestazione   |
| 200 m            | Shericka Jackson      | 21"91       | Elaine Thompson-Herah | 22"25       | Dina Asher-Smith | 22"27         |
| 800 m            | Athing Mu             | 1'57"01     | Renelle Lamote        | 1'58"48     | Elena Bellò      | 1'58"97       |
| 1500 m           | Hirut Meshesha        | 4'03"79     | Axumawit Embaye       | 4'04"53     | Laura Muir       | 4'04"93       |
| 100 m ostacoli   | Jasmine Camacho-Quinn | 12"37       | Britany Anderson      | 12"50       | Nia Ali          | 12"71         |
| 400 m ostacoli   | Femke Bol             | 53"02       | Janieve Russell       | 54"18       | Anna Ryzhykova   | 54"50         |
| Salto con l'asta | Sandi Morris          | 4,81 m      | Holly Bradshaw        | 4,60 m      | non assegnato    | non assegnato |
| Salto con l'asta | Sandi Morris          | 4,81 m      | Roberta Bruni         | 4,60 m      | non assegnato    | non assegnato |
| Salto in lungo   | Maryna Bech-Romančuk  | 6,85 m      | Malaika Mihambo       | 6,79 m      | Quanesha Burks   | 6,77 m        |